# Linia 1 metra w Paryżu
Linia 1 paryskiego metra jako pierwsza została oddana do użytku 19 lipca 1900 roku. O powstaniu linii przesądziła podjęta w 1892 roku decyzja o organizacji w Paryżu wystawy światowej w 1900 roku oraz potrzeba zapewnienia sprawnego dojazdu zwiedzającym wystawę. Ostatecznie pierwszy odcinek linii 1 został otwarty w dwa miesiące po inauguracji wystawy, ostatni odcinek zaś w miesiąc po zamknięciu wystawy.
Linia przebiega z zachodu na wschód do granicy miasta i jest najczęściej uczęszczaną linią. Korzystają z niej 184 miliony osób rocznie. Obecnie linia łączy La Défense z Château de Vincennes i ma długość 16,6 km. Do 2012 linia została całkowicie zautomatyzowana i obsługiwana jest przez 53 składy typu MP 05 kursujących bez maszynisty.

## Turystyczne atrakcje na trasie 1 linii
- La Défense: Dzielnica wieżowców koło Paryża – Grande Arche
- słynna aleja Paryża – Avenue des Champs-Élysées
- plac de la Concorde, muzeum Luwr
- Hôtel de Ville (ratusz Paryża)
- Plac Bastylii
- dworzec Gare de Lyon
- Lasek Vincennes
- Zamek Vincennes, średniowieczny zamek na wschodzie Paryża
- Łuk Triumfalny

## Plan linii metra

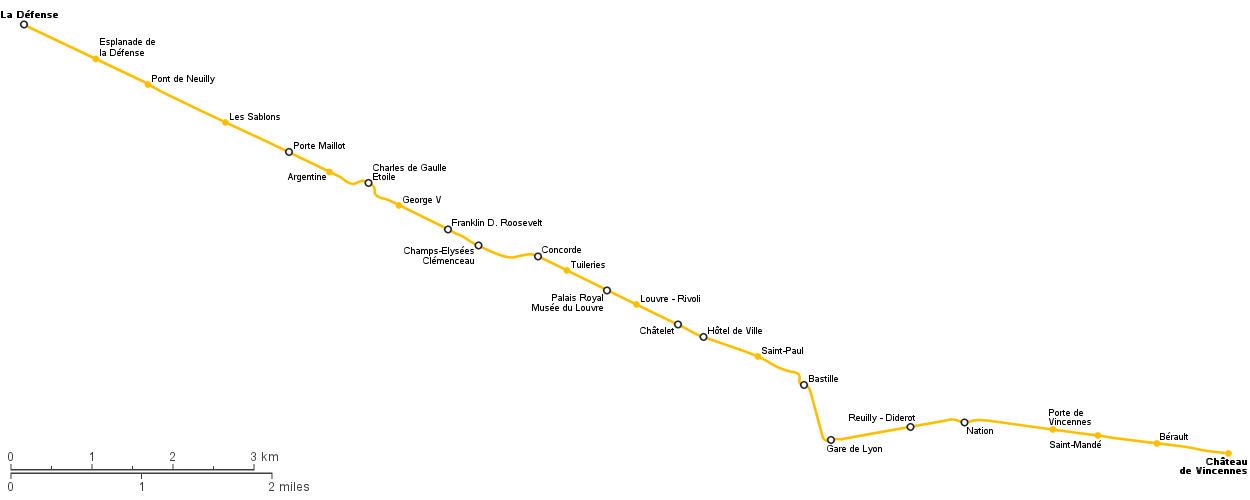
Plan 1 linii metra

## Lista stacji
Lista wymienia stacje kolejno z zachodu na wschód. Kursywą podano dodatkowe informacje o położonych w pobliżu stacji obiektach, naniesione w systemie informacji pasażerskiej linii. Podano wyłącznie przesiadki na linie metra, RER, Transilien i tramwaju.
| #  | Nazwa                                    | Miejscowość/dzielnica                      | Otwarcie | Możliwe przesiadki | Liczba pasażerów (2021) | Pozycja w całym systemie względem liczby pasażerów (2021) |
| -- | ---------------------------------------- | ------------------------------------------ | -------- | ------------------ | ----------------------- | --------------------------------------------------------- |
| 1  | La Défense Grande Arche                  | Puteaux                                    | 1992     |                    | 9 256 802               | 9                                                         |
| 2  | Esplanade de La Défense                  | Courbevoie; Puteaux                        | 1992     | –                  | 4 708 183               | 43                                                        |
| 3  | Pont de Neuilly                          | Neuilly-sur-Seine                          | 1937     | –                  | 4 809 503               | 41                                                        |
| 4  | Les Sablons Jardin d'Acclimatation       | Neuilly-sur-Seine                          | 1937     | –                  | 3 954 920               | 57                                                        |
| 5  | Porte Maillot Palais des Congrès         | 16. dzielnica; 17. dzielnica               | 1900     |                    | 4 138 301               | 51                                                        |
| 6  | Argentine                                | 16. dzielnica; 17. dzielnica               | 1900     | –                  | 2 079 212               | 172                                                       |
| 7  | Charles de Gaulle – Étoile               | 8. dzielnica; 16. dzielnica; 17. dzielnica | 1900     |                    | 4 291 663               | 47                                                        |
| 8  | George V                                 | 8. dzielnica                               | 1900     | –                  | 3 842 260               | 63                                                        |
| 9  | Franklin D. Roosevelt                    | 8. dzielnica                               | 1900     |                    | 6 173 830               | 18                                                        |
| 10 | Champs-Élysées – Clemenceau Grand Palais | 8. dzielnica                               | 1900     |                    | 1 909 005               | 187                                                       |
| 11 | Concorde                                 | 1. dzielnica; 8. dzielnica                 | 1900     |                    | 3 401 219               | 86                                                        |
| 12 | Tuileries                                | 1. dzielnica                               | 1900     | –                  | 1 859 552               | 194                                                       |
| 13 | Palais Royal – Musée du Louvre           | 1. dzielnica                               | 1900     |                    | 4 822 599               | 40                                                        |
| 14 | Louvre – Rivoli                          | 1. dzielnica                               | 1900     | –                  | 1 869 612               | 192                                                       |
| 15 | Châtelet                                 | 1. dzielnica; 4. dzielnica                 | 1900     |                    | 8 350 794               | 10                                                        |
| 16 | Hôtel de Ville                           | 4. dzielnica                               | 1900     |                    | 7 251 729               | 13                                                        |
| 17 | Saint-Paul Le Marais                     | 4. dzielnica                               | 1900     | –                  | 4 295 823               | 46                                                        |
| 18 | Bastille                                 | 4. dzielnica; 11. dzielnica; 12. dzielnica | 1900     |                    | 8 069 243               | 11                                                        |
| 19 | Gare de Lyon                             | 12. dzielnica                              | 1900     |                    | 28 640 475              | 3                                                         |
| 20 | Reuilly – Diderot                        | 12. dzielnica                              | 1900     |                    | 4 580 091               | 44                                                        |
| 21 | Nation                                   | 11. dzielnica; 12. dzielnica               | 1900     |                    | 6 050 797               | 20                                                        |
| 22 | Porte de Vincennes                       | 12. dzielnica; 20. dzielnica               | 1900     |                    | 5 446 602               | 25                                                        |
| 23 | Saint-Mandé                              | Saint-Mandé; Vincennes                     | 1934     | –                  | 3 944 640               | 58                                                        |
| 24 | Bérault                                  | Saint-Mandé; Vincennes                     | 1934     | –                  | 2 106 827               | 169                                                       |
| 25 | Château de Vincennes                     | 12. dzielnica; Vincennes                   | 1934     | –                  | 3 617 738               | 71                                                        |